# Staroleśna Igła

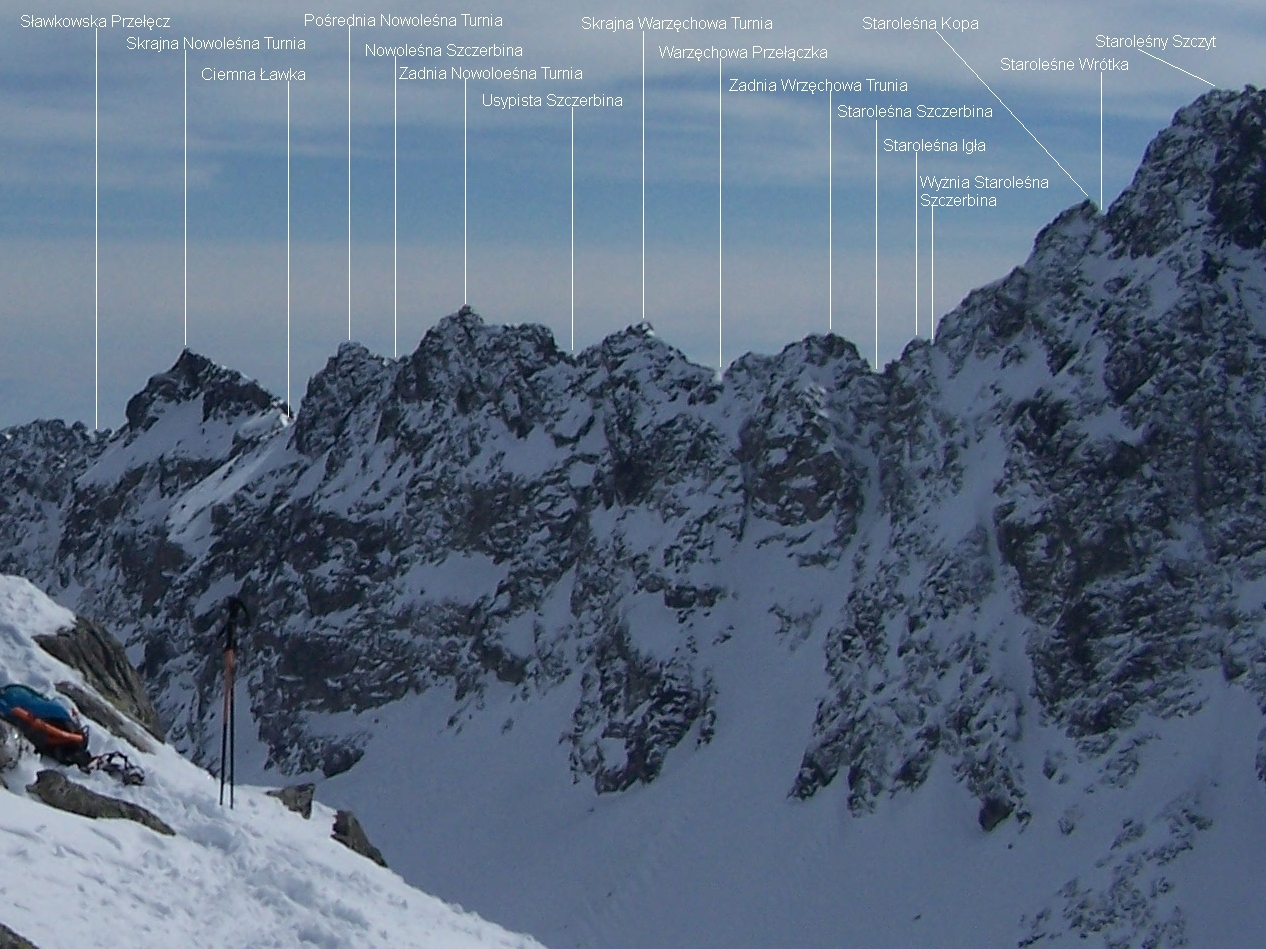
Widok na Nowoleśną Grań ze Świstowego Szczytu

Staroleśna Igła (słow. Starolesnianska ihla, Skrinicová ihla, Ihla v Skriniciach, niem. Kastenbergnadel, węg. Szekrényes-tű) – turnia w bocznej grani słowackich Tatr Wysokich. Znajduje się we  wschodniej grani Staroleśnego Szczytu, pomiędzy Wyżnią Staroleśną Szczerbiną (Vyšná Starolesnianska štrbina) i Staroleśną Szczerbiną (Starolesňanská štrbina).
Przez Staroleśną Igłę, lub obok niej przechodzą taternicy podczas przejścia grani Sławkowski Szczyt – Mała Wysoka. Jest to długa i miejscami krucha grań. Przejście to najlepiej wykonać w kierunku Sławkowski Szczyt – Mała Wysoka.